# Флаг Еманжелинска
Флаг Еманжели́нского городского поселения Еманжелинского муниципального района Челябинской области Российской Федерации — опознавательно-правовой знак, служащий официальным символом муниципального образования.
Флаг утверждён 20 ноября 2002 года постановлением Еманжелинского городского Собрания депутатов № 215 (как флаг муниципального образования «город Еманжелинск») и внесён в Государственный геральдический регистр Российской Федерации с присвоением регистрационного номера 1123.
В ходе муниципальной реформы 2006 года, муниципальное образование «город Еманжелинск» было преобразовано в муниципальное образование Еманжелинский муниципальный район с входящими в его состав муниципальными образованиями, наделёнными статусом городского поселения: Еманжелинское, Зауральское и Красногорское.
26 августа 2005 года, решением Совета депутатов Еманжелинского городского поселения № 14, флаг муниципального образования «город Еманжелинск» утверждён флагом Еманжелинского городского поселения.

## Описание
«Флаг города Еманжелинска представляет собой прямоугольное белое полотнище с соотношением ширины к длине 2:3, воспроизводящее в центре фигуру из герба города: чёрного лебедя с воздетыми крыльями, жёлтыми клювом и короной о пяти зубцах, плывущего по выщербленной полосе в 1/4 полотнища вдоль нижнего края, покрытой синей, окаймлённой жёлтым цветом, чешуёй».

## Обоснование символики
Город Еманжелинск возник в связи с разработкой угольного месторождения. Добыча угля стала основой жизнедеятельности местного населения, что и нашло своё отражение во флаге в виде чёрного лебедя, увенчанного золотой короной, аллегорически показывая огонь и тепло, которое даёт уголь.
Лебедь — символом красоты, гармонии и согласия.
Чешуйчатая часть полотнища символизирует одноимённую реку, на берегу которой расположен город.
Чёрный цвет в геральдике символизирует благоразумие, мудрость, скромность, честность и вечность бытия.
Белый цвет (серебро) — чистоту, благородство, совершенство, мир.
Жёлтый цвет (золото) — символ прочности, величия, интеллекта, великодушия.
Синий цвет (лазурь) — символ возвышенных устремлений, мышления, искренности и добродетели.